# Владимир Алекно
Владимир Алекно е руски, беларуски и съветски волейболист и руски треньор. Старши треньор на ВК ВК Зенит (Казан) и иранския национален отбор. Заслужил треньор на Русия (2012).

## Кариера
Започва кариерата си в СКА, Минск. През 1984 г. преминава в ВК ЦСКА, Москва. В състава на „армейците“ печели 2 титли на СССР, купата на страната и купата на европейските шампиони. През 1988 г. се връща в родния си отбор ЦСКА.
През 1991 г. преминава във ВК „Левски-Сиконко“ и става шампион на България. След това се състезава по сезон за италианските „Асти“ и „Сполето“. През 1994 г. преминава в „Кан“, където печели титлата и купата на Франция. От 1996 до 1999 г. играе в „Тур“. В последния си сезон като играч става играещ треньор на „Тур“. Под ръководството му отборът се нарежда сред водещите клубове във Франция и през 2004 г. печели първата си титла в цялата история.
След като договорът му с французите изтича, става треньор на „Луч“, Москва, а на следващата година поема ВК „Динамо“, Москва. През 2006 г. става шампион на Русия, като това е първата титла за „Динамо“ от 1951 година насам. В състава на „синьо-белите“ по онова време личат имената на Матей Казийски, Юри Бережко, Семьон Полтавски и Александър Волков.
На 1 март 2007 г. Алекно е назначен за тренор на националния отбор на Русия. Под негово ръководство „Сборная“ печелят сребърните медали от световната волейболна лига, световната купа и европейското първенство. На олимпиадата в Пекин завършват на трето място. На 1 юли 2008 г. става треньор на „Динамо-Татрансгаз“. В края на 2008 г. напуска националния отбор на Русия. През сезон 2008/09 извежда отбора, носещ вече името „Зенит“, до шампионската титла, ставайки първия треньор шампион на Русия с 2 различни отбора.
На 22 декември 2010 г. отново става треньор на Русия. Под ръководството на Алекно печели турнирите на световната волейболна лига и за световната купа. През сезон 2011/12 печели турнира на шампионската лига по волейбол с отбора на „Зенит“, Казан. Извежда Русия до първа олимпийска титла от 1980 г. насам. През декември 2012 г. напуска поста на национален селекционер. В периода 2015 – 2016 отново поема националния отбор и на Олимпиадата в Рио де Жанейто „Сборная“ завършва на 4-то място.
Между 2014 и 2018 г. печели 4 поредни титли на Русия, национални купи и Шампионска лига по волейбол начело на Зенит. През 2017 г. става победител в Световното клубно първенство.
На 23 ноември 2020 г. поема националния отбор на Иран.